# Skødespil
Et sejlskibs skødespil benyttes til at trække i "skøder" – dvs. trække i det tov, som benyttes til at styre sejlet på et skib.
Skødespillet består af en tromle med et håndtag. Ved at dreje tromlen kan man vikle skødet omkring tromlen og hermed levere en kraftudveksling, der gør det nemmere at trække i tovet. Denne kraftudveksling sker ved hjælp håndtagets længde, tromlens tykkelse, samt en gearing af spillet.
Spillet kan evt. drives ved hjælp af elektricitet eller hydraulik